# Stație meteorologică

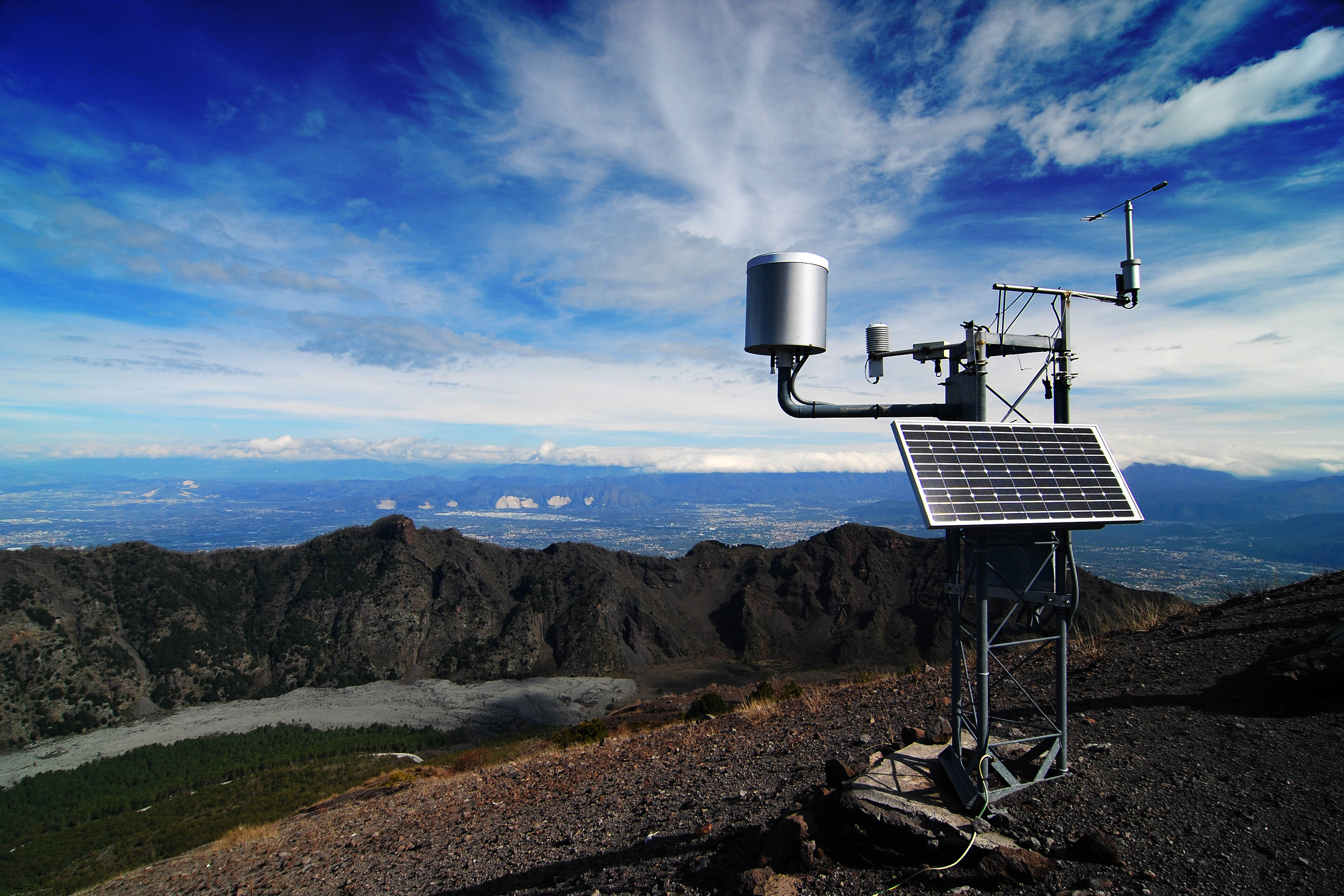
Stație meteorologică pe muntele Vezuviu (Italia)

O stație meteorologică reprezintă un ansamblu de clădiri și instalații aparținând rețelei hidrometeorologice în care se fac observații directe asupra fenomenelor meteorologice, climatice și hidrologice de bază și o prelucrare primară a datelor.

## Instrumente meteorologice
Stațiile meteorologice tipice au următoarele instrumente:
- Termometru utilizat pentru măsurarea temperaturii aerului atmosferic (ținute în adăposturi meteorologice);
- Barometru pentru măsurarea presiunii atmosferice;
- Higrometru pentru măsurarea umidității;
- Anemometru pentru măsurarea vitezei vântului;
- Girueta cu care se determină direcția și intensitatea vântului;
- Heliograf pentru măsurarea intensității strălucirii soarelui;
- Pluviometru și pluviograf pentru măsurarea precipitațiilor lichide, pe o anumită perioadă de timp. Cantitatea de precipitații este exprimată în mm grosime strat de apă sau l/m².

În plus, în anumite stații meteorologice automate de aeroport, pot fi folosite instrumente suplimentare:
- Senzor de identificare a precipitațiilor;
- Disdrometer pentru măsurarea distribuției mărimii picăturilor;
- Transmissometer pentru măsurarea vizibilități;
- Ceilometer pentru măsurarea plafonului de nori.

Mai multe stații sofisticate pot măsura, de asemenea, indicele de ultraviolete, radiația solară, umiditatea vegetației, umiditatea solului, temperatura solului, temperatura apei în iazuri, lacuri, golfuri sau râuri și, ocazional, alte date.
Rețeaua națională meteorologică din România contribuie cu 23 de stații meteorologice esențiale în fluxul internațional RBSN (Rețeaua Europeană de Stații Meteorologice Esențiale).
Aceste stații sunt distribuite pe tot teritoriul țării noastre, acoperind o gamă largă de condiții climatice. 
Unde sunt plasate cele 23 de stații meteorologice din rețeaua națională.